# Winnerod
Winnerod ist der nach Einwohnerzahl kleinste Ortsteil der Gemeinde Reiskirchen im mittelhessischen Landkreis Gießen. Der Ort liegt östlich des Hauptortes in Oberhessen. Im Norden verläuft die Bundesautobahn 5, im Westen die Landesstraße 3129.

## Ortsgeschichte
Archäologische Funde in der Gemarkung lassen auf eine Besiedlung bereits zur Bronzezeit schließen.

### Mittelalter
Die Ersterwähnung des Orts erfolgte im Jahr 1252, als ein „Gerlacus Plebanus de Winerode“ urkundlich genannt wird.
1275 wird erstmals eine Kirche genannt: „ecclesie in Wenderode“.
1370 heißt es „zu Winderade“.
Der Ortsname Winnerod wird in der Namensforschung als „Slavensiedlung“ oder „Siedlung des Windo“ gedeutet. Der Name „Slave“ stammt von ahd. winid, mhd. wint ab. Außerdem ist der Einsatz slavischer Höriger und slavischer Freier beim Landesausbau des Stiftes Fulda mehrfach überliefert.
Die Kirche in Winnerod geht auf das 12. Jahrhundert zurück und besteht aus einem spätromanischen Langschiffbau und einem romanisch-gotischen Chor.

### Neuzeit
Die Statistisch-topographisch-historische Beschreibung des Großherzogthums Hessen berichtet 1830 über Winnerod:

„Winnerod (L. Bez. Grünberg) evangel. Pfarrdorf; liegt 2 St. von Grünberg und gehört dem Freiherrn von Schenk. Man findet 1 Kirche, in welche Bersrod aus dem Bezirk Giessen eingepfarrt ist, 11 Häuser und 94 Einwohner, die außer 15 Mennoniten evangelisch sind. Unter den Einwohnern sind 12 Bauern und 2 Handwerker. Die Kirche war dem Archidiakon von St. Stephan untergeben und es gehörten im 15. Jahrhundert dazu: Altpach (Allbach), Burgkartsfelt (Burkhardsfelden), Bernsrade (Bernsrode) und Hartenrade (Hattenrod). Vor den Freiherrn von Schenk gehörte Winnerod denen von Freiherrn von Zwierlein.“

Bis zur Übernahme des Patrimonialgerichts durch das Großherzogtum Hessen 1821 gehörte dieses den Freiherren Schenck zu Schweinsberg.
Hessische Gebietsreform (1970–1977)
Zum 31. Dezember 1970 fusionierten die bis dahin selbständigen Gemeinden Reiskirchen, Hattenrod, Saasen und Winnerod im Zuge der Gebietsreform in Hessen freiwillig zur neuen Großgemeinde Reiskirchen. Für die eingegliederten Gemeinden wurde je ein Ortsbezirk mit Ortsbeirat und Ortsvorsteher eingerichtet.

### Verwaltungsgeschichte im Überblick
Die folgende Liste zeigt die Staaten und Verwaltungseinheiten, denen Winnerod angehört(e):

- 1315: Vogtei Winnerod und Reiskirchen
- 1538: Heiliges Römisches Reich, Landgrafschaft Hessen, Amt Grünberg, Vogteigericht Winnerod
- ab 1567: Heiliges Römisches Reich, Landgrafschaft Hessen-Marburg, Amt Grünberg, Landgericht Grünberg, Vogteigericht Winnerod[16]
- 1604–1648: Heiliges Römisches Reich, strittig zwischen Landgrafschaft Hessen-Darmstadt und Landgrafschaft Hessen-Kassel (Hessenkrieg)
- ab 1604: Heiliges Römisches Reich, Landgrafschaft Hessen-Darmstadt, Oberfürstentum Hessen, Amt Grünberg,[17] Landgericht Grünberg, Vogteigericht Winnerod (ab 1782 der Freiherrn von Zwierlein)
- ab 1806: Großherzogtum Hessen,[Anm. 2]Fürstentum Oberhessen, Amt Grünberg[18][19]
- ab 1815: Großherzogtum Hessen, Provinz Oberhessen, Amt Grünberg[20]
- ab 1821: Großherzogtum Hessen, Provinz Oberhessen, Landratsbezirk Grünberg[Anm. 3]
- ab 1832: Großherzogtum Hessen, Provinz Oberhessen, Kreis Grünberg
- ab 1848: Großherzogtum Hessen, Regierungsbezirk Gießen
- ab 1852: Großherzogtum Hessen, Provinz Oberhessen, Kreis Grünberg
- ab 1861: Großherzogtum Hessen, Provinz Oberhessen, Kreis Gießen
- ab 1867: Norddeutscher Bund[Anm. 4] Großherzogtum Hessen, Provinz Oberhessen, Kreis Gießen
- ab 1871: Deutsches Reich, Großherzogtum Hessen, Provinz Oberhessen, Kreis Gießen
- ab 1918: Deutsches Reich (Weimarer Republik), Volksstaat Hessen, Provinz Oberhessen, Kreis Gießen
- ab 1938: Deutsches Reich, Volksstaat Hessen, Provinz Oberhessen, Landkreis Gießen[21][Anm. 5]
- ab 1945: Amerikanische Besatzungszone,[Anm. 6] Groß-Hessen, Regierungsbezirk Darmstadt, Landkreis Gießen
- ab 1946: Amerikanische Besatzungszone, Hessen, Regierungsbezirk Darmstadt, Landkreis Gießen
- ab 1949: Bundesrepublik Deutschland, Hessen, Regierungsbezirk Darmstadt, Landkreis Gießen
- ab 1971: Bundesrepublik Deutschland, Hessen, Regierungsbezirk Darmstadt, Landkreis Gießen, Gemeinde Reiskirchen
- ab 1977: Bundesrepublik Deutschland, Hessen, Regierungsbezirk Darmstadt, Lahn-Dill-Kreis, Gemeinde Reiskirchen
- ab 1979: Bundesrepublik Deutschland, Hessen, Regierungsbezirk Darmstadt, Landkreis Gießen, Gemeinde Reiskirchen
- ab 1981: Bundesrepublik Deutschland, Hessen, Regierungsbezirk Gießen, Landkreis Gießen, Gemeinde Reiskirchen

### Gerichte seit 1803
In der Landgrafschaft Hessen-Darmstadt wurde mit Ausführungsverordnung vom 9. Dezember 1803 das Gerichtswesen neu organisiert. Für die Provinz Oberhessen wurde das „Hofgericht Gießen“ als Gericht der zweiten Instanz eingerichtet. Die Rechtsprechung der ersten Instanz wurde durch die Ämter bzw. Standesherren vorgenommen und somit war für Winnerod das Patrimonialgericht der Freiherrn von Zwierlein zuständig.
Im Großherzogtum Hessen wurden die Aufgaben der ersten Instanz 1821 im Rahmen der Trennung von Rechtsprechung und Verwaltung auf die neu geschaffenen Landgerichte übertragen. „Landgericht Grünberg“ war daher von 1821 bis 1861 die Bezeichnung für das erstinstanzliche Gericht, das für Winnerod zuständig war. Übergangsweise bis 1823 im Namen der Herren des Patrimonialgerichts. 1861 wurde Winnerod dem Bereich des Landgerichts Gießen zugeteilt. Anlässlich der Einführung des Gerichtsverfassungsgesetzes mit Wirkung vom 1. Oktober 1879, infolge derer die bisherigen großherzoglich hessischen Landgerichte durch Amtsgerichte an gleicher Stelle ersetzt wurden, während die neu geschaffenen Landgerichte nun als Obergerichte fungierten, kam es zur Umbenennung in „Amtsgericht Gießen“ und Zuteilung zum Bezirk des Landgerichts Gießen.

## Bevölkerung

### Einwohnerstruktur 2011
Nach den Erhebungen des Zensus 2011 lebten am Stichtag dem 9. Mai 2011 in Winnerod 39 Einwohner. Darunter waren keine Ausländer. Nach dem Lebensalter waren 6 Einwohner unter 18 Jahren, 12 zwischen 18 und 49, 12 zwischen 50 und 64 und 9 Einwohner waren älter. Die Einwohner lebten in 18 Haushalten. Davon waren 6 Singlehaushalte, 6 Paare ohne Kinder und 3 Paare mit Kindern, sowie 3 Alleinerziehende und keine Wohngemeinschaften. In 3 Haushalten lebten ausschließlich Senioren und in 12 Haushalten lebten keine Senioren.

### Einwohnerentwicklung
| Quelle: Historisches Ortslexikon |                                                                                   |
| • 1577:                          | 7 Hausgesesse (mit Weithausen)                                                    |
| • 1742:                          | ein Geistlicher/ Beamter, 6 Untertanen, 5 junge Mannschaften, kein Beisasse/ Jude |
| • 1791:                          | 56 Einwohner                                                                      |
| • 1800:                          | 65 Einwohner                                                                      |
| • 1806:                          | 69 Einwohner, 12 Häuser                                                           |
| • 1829:                          | 94 Einwohner, 11 Häuser                                                           |
| • 1867:                          | 69 Einwohner, 6 bewohnte Gebäude                                                  |
| • 1875:                          | 33 Einwohner, 4 bewohnte Gebäude                                                  |

| Winnerod: Einwohnerzahlen von 1791 bis 2019 | Winnerod: Einwohnerzahlen von 1791 bis 2019 | Winnerod: Einwohnerzahlen von 1791 bis 2019 | Winnerod: Einwohnerzahlen von 1791 bis 2019 | Winnerod: Einwohnerzahlen von 1791 bis 2019 |
| --- | ------------------------------------------- | ------------------------------------------- | ------------------------------------------- | ------------------------------------------- |
| Jahr |                                             |                                             |                                             | Einwohner                                   |
| 1791 | 1791                                        |                                             | 56                                          | 56                                          |
| 1800 | 1800                                        |                                             | 65                                          | 65                                          |
| 1806 | 1806                                        |                                             | 69                                          | 69                                          |
| 1829 | 1829                                        |                                             | 94                                          | 94                                          |
| 1834 | 1834                                        |                                             | 85                                          | 85                                          |
| 1840 | 1840                                        |                                             | 89                                          | 89                                          |
| 1846 | 1846                                        |                                             | 92                                          | 92                                          |
| 1852 | 1852                                        |                                             | 86                                          | 86                                          |
| 1858 | 1858                                        |                                             | 82                                          | 82                                          |
| 1864 | 1864                                        |                                             | 77                                          | 77                                          |
| 1871 | 1871                                        |                                             | 63                                          | 63                                          |
| 1875 | 1875                                        |                                             | 33                                          | 33                                          |
| 1885 | 1885                                        |                                             | 30                                          | 30                                          |
| 1895 | 1895                                        |                                             | 30                                          | 30                                          |
| 1905 | 1905                                        |                                             | 63                                          | 63                                          |
| 1910 | 1910                                        |                                             | 84                                          | 84                                          |
| 1925 | 1925                                        |                                             | 76                                          | 76                                          |
| 1939 | 1939                                        |                                             | 43                                          | 43                                          |
| 1946 | 1946                                        |                                             | 105                                         | 105                                         |
| 1950 | 1950                                        |                                             | 123                                         | 123                                         |
| 1956 | 1956                                        |                                             | 94                                          | 94                                          |
| 1961 | 1961                                        |                                             | 81                                          | 81                                          |
| 1967 | 1967                                        |                                             | 82                                          | 82                                          |
| 1980 | 1980                                        |                                             | ?                                           | ?                                           |
| 1990 | 1990                                        |                                             | ?                                           | ?                                           |
| 2000 | 2000                                        |                                             | ?                                           | ?                                           |
| 2004 | 2004                                        |                                             | 34                                          | 34                                          |
| 2011 | 2011                                        |                                             | 39                                          | 39                                          |
| 2012 | 2012                                        |                                             | 40                                          | 40                                          |
| 2015 | 2015                                        |                                             | 40                                          | 40                                          |
| 2019 | 2019                                        |                                             | 37                                          | 37                                          |
| Datenquelle: Historisches Gemeindeverzeichnis für Hessen: Die Bevölkerung der Gemeinden 1834 bis 1967. Wiesbaden: Hessisches Statistisches Landesamt, 1968. Weitere Quellen: LAGIS; nach 1980: Gemeinde Reiskirchen (HW+NW-Sitze) im Haushaltsplan Vorbericht; Zensus 2011 |                                             |                                             |                                             |                                             |

### Historische Religionszugehörigkeit
| • 1829: | 79 evangelisch-lutherische (= 84,0 %), 15 mennonitische (= 16 %) Einwohner |
| • 1961: | 54 evangelische (= 6,7 %), 27 katholische (= 3,3 %) Einwohner              |

### Historische Erwerbstätigkeit
| • 1961: | Erwerbspersonen: 11 Land- und Forstwirtschaft, 7 Produzierendes Gewerbe, 7 Handel, Verkehr und Nachrichtenübermittlung, 6 Dienstleistungen und Sonstige. |

## Persönlichkeiten mit Bezug zu Winnerod
- Wladimir Ernst Graf zu Münster von Derneburg (1886–1954), Oberstleutnant und Landwirt
- Irmgard Gräfin zu Münster, geborene von Trützschler Freiin zum Falkenstein (1891–1967)
- Franz Oswald Wladimir Graf zu Münster Freiherr von Grothaus (1917–2003), Fotograf, Landwirt[29]